# Nelson Estupiñán Bass
Nelson Estupiñán Bass (Súa, Cantón Atacames, 19 de septiembre de 1912 - Pensilvania, 31 de febrero de 2002) fue un narrador, poeta, ensayista, diplomático y periodista ecuatoriano cuya obra se caracterizó por retratar la vida de la población afroecuatoriana. Es junto con Adalberto Ortiz y Antonio Preciado uno de los referentes de la literatura afroecuatoriana y sus libros con considerados como clásicos de la literatura en su país. 
El libro más destacado de su carrera es Cuando los guayacanes florecían cuya trama se enfoca en la rebelión de Carlos Concha Torres en Esmeraldas tras la muerte de Eloy Alfaro, Su obra trascendió fronteras y ganó mucho reconocimiento internacional por lo que sería propuesto como candidato al Premio Nobel de Literatura en 1998. Esa década, en 1993 ganaría la condecoración más importante de su país, el Premio Nacional Eugenio Espejo en el ámbito de literatura. 

## Biografía
Nació el 19 de septiembre de 1912 en el poblado de Súa, provincia de Esmeraldas, hijo de José María Estupiñán y Timotea Bass. De muy temprana edad sus padres pasaron a radicarse en la ciudad de Esmeraldas donde, mientras sus hermanos mayores asistían a la escuela, el daba alas a sus inquietudes juveniles: 

“Dediqué la mayor parte del tiempo a andar por los muelles pescando con anzuelos, y a ir, como espectador, a los bailes de marimba en Barrio Caliente, donde me divertía oyendo los contrapuntos de los copleros y decimistas (compositores) negros y mulatos. Me encantaba escucharlos, y, al volver a casa, llevaba en la cabeza algunos versos que repetía en el camino”.

Sus primeras enseñanzas las de su madre, y luego se traslada a Quito para ingresar a la Escuela Superior Juan Montalvo, donde se graduó en 1932 con el título de Contador Público. Ya para esa época había escrito sus primeros versos no publicados.
Al igual que muchos intelectuales de su época, se sintió identificado desde temprana edad con el Partido Comunista del Ecuador. En 1934 publicó los poemas Anúteba y Canto a la Negra Quinceañera, que aparecieron en el diario socialista «La Tierra» de Quito. En 1943 terminó de escribir su notable novela, enmarcada en la revolución de Carlos Concha Torres, Cuando los guayacanes florecían la cual fue publicada en 1954 por la editorial de la Casa de la Cultura Ecuatoriana, Núcleo de Quito. El éxito de esta obra fue inmediato, con seis ediciones en español y varias en otros idiomas como inglés, alemán, francés y ruso. Posterior a esto, el autor tendría un periodo de silencio narrativo en donde no publicaría ni novelas ni cuentos, enfocándose más bien en la poesía, donde desarrollaría las décimas esmeraldeñas. En este género había destacado tempranamente cuando publicó Canto a la negra quinceañera que es considerado como el primer poema negrista de Ecuador. La poesía no estaría libre de su activismo político puesto que publicaría un poema titulado U.R.S.A, siglas que significan "Unión de las Repúblicas Socialistas de América". Otro poema recordado fue el que recopiló Benjamín Carrión titulado Saludo del negro ecuatoriano a la España leal en la antología literaria titulada Nuestra España. Todo esto teniendo como contexto la guerra civil española.

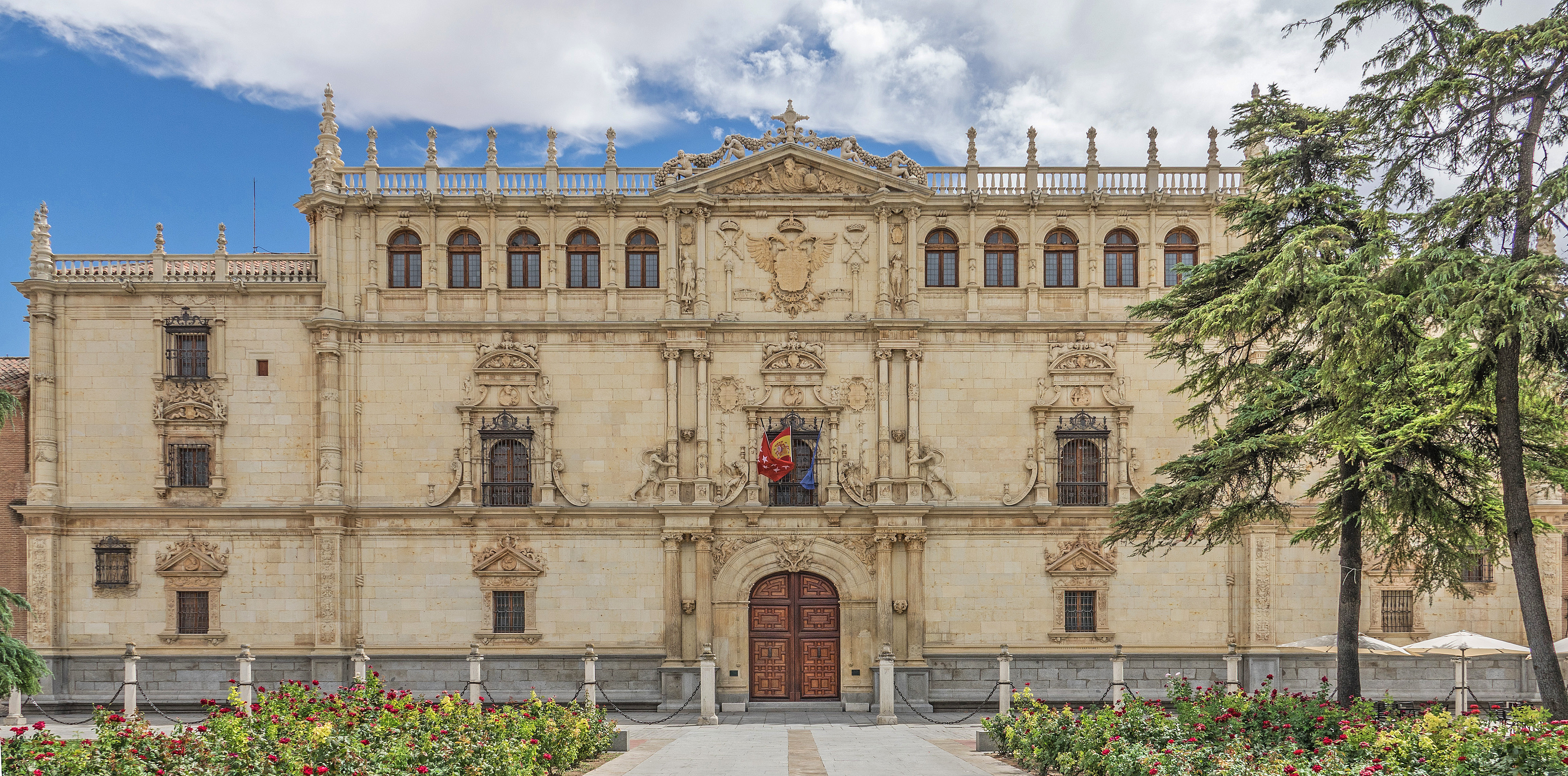
Universidad de Alcalá donde recibiría un doctorado honoris causa

Estupiñán Bass fue conocido por sus creencias políticas de izquierda que las abrazaba con firmeza. Esto causó que sufra durante gobiernos conservadores algunos padecimientos. Sería tomado preso y perdería sus posiciones como catedrático. Como consecuencia se vio forzado a depender de su carrera literaria. Viajó a países socialistas como China y la Unión Soviética para recibir apoyo. A pesar de sus problemas continuó con éxito su carrera literaria siendo un autor prolífico y un representante no solo de la cultura afroecuatoriana como heredera del Reino Zambo de Esmeraldas sino del Ecuador en general. Recibiría además un doctorado honoris causa de la Universidad de Alcalá de Henares, en España.
Posteriormente publicó Canto Negro por la Luz, Canción del Niño Negro y del Incendio, escrita por 1949; su libro de poesías Timarán y Cuabú y la novela El Paraíso, que apareció en 1956. Vinieron luego la novela El Ultimo Río y los poemarios Las Huellas Digitales, Las Tres Carabelas, Poker de la Patria y Duelo de Gigantes; más tarde las novelas Senderos Brillantes, Toque de Queda y Bajo el Cielo Nublado; la guía de la vieja Esmeraldas Luces que Titilan y los ensayos Viaje Alrededor de la Poesía Negra y Las Dos Caras de la Palabra.
Se encontraba dictando un ciclo de conferencias en varias ciudades de los Estados Unidos, cuando a causa de una neumonía la muerte lo sorprendió en Pensilvania, el 22 de febrero de 2002.

## Recepción y crítica
Su obra más recordada es Cuando los Guayacanes Florecían. Se trata de una novel histórica que se desarrolla alrededor del alzamiento liderado por Carlos Concha Torres en Esmeraldas, de donde el autor es oriundo, tras la muerte del general Eloy Alfaro en 1914, durante la revolución liberal de Ecuador. La obra fue publicada por el Centro Cultural Ecuatoriano en 1954 y es una de las novelas históricas más importantes de la literatura ecuatoriana. Ha sido traducida al inglés, francés y ruso.
Su obra sería tomada en cuenta internacionalmente y fue reconocido como un autor destacado. En el estudio "Nelson Estupiñán Bass and the Historico-political Novel: From Theory to Praxis" por el autor Henry J. Richards se resume su obra de la siguiente forma:

La seria preocupación de Nelson Estupinan Bass por la técnica no es un rasgo perceptible sólo en sus novelas más recientes, sino más bien una de las cualidades que sobresalen incluso en su primera novela. Cuando los guayacanes florecian es una novela histórica, y el autor quiere que sea tratada como tal. Para ello, emplea un prólogo y un epígrafe como recursos retóricos destinados a guiar al lector hacia una valoración adecuada de la obra. En el retrato que hace el autor de la vida de la época en que se desarrolla la acción de la novela, la atención se centra en la perspectiva de tres peones y otras personas del estrato más bajo de la sociedad. El lector es testigo de su educación política, del despertar de su conciencia de las realidades políticas a las que están sometidos. El lector también los observa mientras intentan articular valores que les conduzcan a un futuro mejor y contempla su trágico final, marcado en algunos casos por la muerte y en otros dos por el encarcelamiento. El elemento político de la novela se ve reforzado por el uso de un comentarista fiable que es capaz de articular una verdadera ideología revolucionaria.
Entrevista con Nelson Estupiñán Bass - Afrohispanic review

El mismo autor Henry J. Richards, quien dedicó parte de su vida a estudiar la obra de Estupiñán Bass resumiría la importancia de su narrativa a nivel hispanoamericano de la siguiente manera:

Francamente, es justificable sostener que las contribuciones de Estupiñán Bass a la narrativa lo ponen en la vanguardia de los novelistas hispanoamericanos de hoy […]. El autor ha logrado producir una novela histórica que está de acuerdo con las normas establecidas para ese género, la encarnación del héroe mítico en uno de los personajes y la enunciación de la ideología revolucionaria
Henry H. Richards

## Obras

### Novelas
Durante su carrera literaria, Nelson Estupiñán Bass publicó las siguientes novelas:
- Cuando los guayacanes florecían (1954), 201 pp.[3]
- El paraíso (1958), 319 pp.
- El último río (1966), 360 pp.[23]
- Senderos brillantes (1974), 300 pp.
- Toque de queda (1978), 120 pp.
- Las puertas del verano (1978), 273 pp.
- Bajo el cielo nublado (1981), 232 pp.
- Los canarios pintaron el aire amarillo (1993), 137 pp.[3]
- Al norte de Dios (1994), 164 pp.

### Ensayo y crónica
- Luces que titilan: guía de la vieja Esmeraldas (Esmeraldas, 1977)[3]
- Viaje alrededor de la poesía negra (Quito, 1982)[3]
- Desde un balcón volado (Quito, 1992)[3]
- El Crepúsculo (1983)[3]

## Homenajes, reconocimientos y distinciones

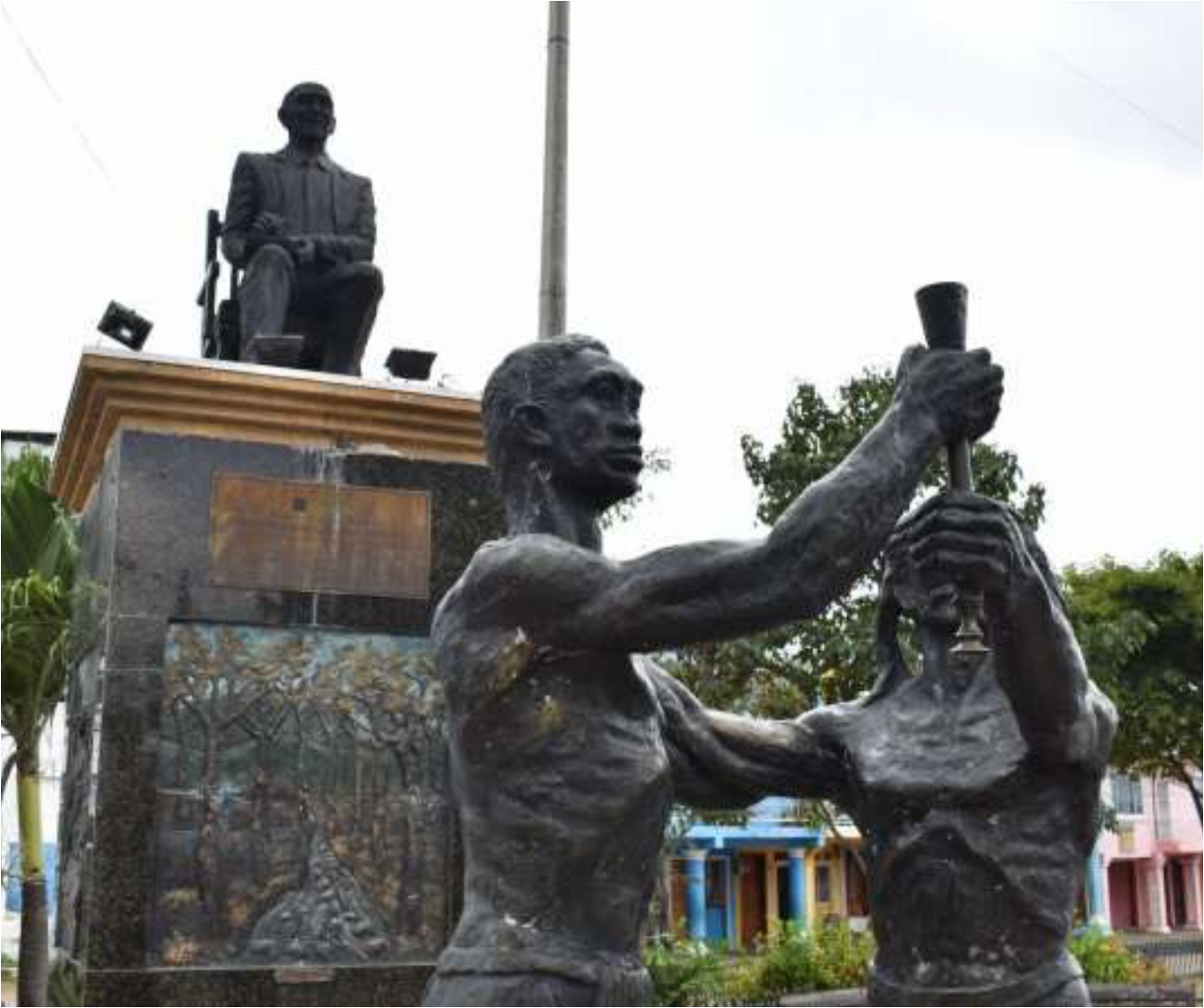
Monumento en su honor en Esmeraldas

A principios de 1998, la Federación de Culturas Negras, la Casa de la Cultura Ecuatoriana y el Consejo Nacional de Universidades y Escuelas Politécnicas, con el apoyo de más de doce movimientos negros de Hispanoamérica y varios organismos literarios nacionales e internacionales, propusieron su nombre como candidato al Premio Nobel de Literatura; y antes de finalizar el año, el Consejo Universitario de la Universidad Técnica Luis Vargas Torres, en respuesta a un pedido de varias instituciones culturales y periodísticas resolvió, por unanimidad, conferirle el título de doctor honoris causa. Su obra se centra en el realismo social, específicamente de la realidad de la cultura afroecuatoriana.
Ganó el Premio Nacional Eugenio Espejo en 1993, y el Consejo Provincial de Esmeraldas lo nombró "cronista vitalicio de la provincia" en septiembre del 2000. El 19 de septiembre de 2012 se inauguró un monumento en su honor en la Plaza Cívica de la ciudad de Esmeraldas, el mismo que lo muestra sentado con un cuaderno en su regazo. La Plaza Cívica fue además bautizada con su nombre por el alcalde de la ciudad. En honor al centenario de su nacimiento, Correos del Ecuador puso en circulación una estampilla con su rostro.